# Umberto Pelizzari
Umberto Pelizzari (Busto Arsizio, 28 agosto 1965) è un apneista e conduttore televisivo italiano.
Ha stabilito record mondiali in tutte le discipline dell'apnea.
Alto 189 cm per 84 kg di peso, possiede una capacità polmonare di 7,9 litri.

## Biografia

### Attività sportiva
Dedicatosi già in giovane età al nuoto agonistico, a 19 anni affronta l'apnea agonistica.
Il primo record mondiale lo ottiene nel 1988, quando con il tempo di 5 minuti e 33 secondi stabilisce il primato di apnea statica.
Nel 1990 conquista un nuovo record di apnea statica con il tempo di 6 minuti e 3 secondi. Nello stesso anno, Pelizzari conquista un nuovo record mondiale di immersione in apnea in assetto costante, toccando la quota di -65 metri, e l'anno successivo batte un nuovo record di statica con 7 minuti 2 secondi e 88 centesimi.
Nel 1991 conquista tutti i record in apnea con -67 metri in assetto costante e -95 metri in assetto variabile; il 26 ottobre dello stesso anno conquista, con -118 metri, anche il record assoluto di immersione apnea (assetto variabile no-limits).
Il 17 settembre 1992, a Ustica, riconquista il record mondiale di immersione in apnea in assetto costante con -70 metri.
L'11 ottobre 1993, nei pressi di Montecristo, scendendo a -123 metri stabilisce un nuovo record in assetto variabile no limits.
Il 24 luglio 1994, a Cala Gonone-Dorgali, in Sardegna, a -101 metri, Pelizzari conquista il nuovo record mondiale di immersione in apnea in assetto variabile regolamentato.
Nel luglio 1995, a Villasimius in Sardegna, altri due nuovi record mondiali: -72 metri in assetto costante e -105 metri in assetto variabile regolamentato.
Nel 1996, nuovamente a Villasimius, con -110 metri riconquista i primati nell'assetto variabile e con -131 metri nell'assetto variabile no limits.
Il 13 settembre 1997, a Portovenere in Liguria, riconquista il record in assetto costante con la profondità di -75 metri.
Il 20 settembre, scendendo a -115 metri, riconquista il record in assetto variabile.
Il 18 ottobre del 1999 al largo di Portofino, Umberto stabilisce il nuovo primato mondiale di apnea in assetto costante con -80 metri.
Il 24 ottobre, col supporto tecnico della Nave Anteo della Marina Militare Italiana, Pelizzari è protagonista di una notevole impresa: -150 metri in assetto variabile no limits in un tempo di 2'57", limite mai finora raggiunto dall'uomo in apnea.
Nel 2000 è protagonista nella realizzazione del film IMAX (2D) dal titolo OceanMen insieme al "rivale" Pipin Ferreras.
Il 3 novembre 2001, a Capri, l'atleta scende a -131 metri in 2'44" primeggiando nell'assetto variabile regolamentato; Umberto dedica questo record a tutti coloro che nei trascorsi 11 anni d'attività gli sono stati vicini e si ritira dalle competizioni.

### Vita post-atletica
Nel 1995 insieme a Renzo Mazzarri, campione di pesca subacquea, fonda Apnea Academy, un'associazione ideata per la diffusione e l'insegnamento dell'apnea, che diventa poi Scuola di formazione e di ricerca per l'apnea subacquea.
In televisione ha collaborato con Lineablu, programma di Rai 1, nelle edizioni del 2000 e 2001.
Dal 2006 è docente presso la Scuola Superiore Sant'Anna di Pisa al master di secondo livello di medicina subacquea ed iperbarica.
Nel 2008 e nel 2009 ha condotto con Barbara D'Urso la prima e la seconda edizione del programma televisivo Lo show dei record su Canale 5. In precedenza ha condotto con Barbara Gubellini la trasmissione Sai xChé? su Rete 4. Sempre su Rete4 conduce Ritorno alla Natura.
Nel 2010 conduce con Paola Perego la terza edizione de Lo show dei record.
Nel 2013 partecipa al programma televisivo Vite in apnea.
Nel 2014 partecipa al programma televisivo Il Musichione.
Nel 2022 conduce con Gerry Scotti l'ottava edizione de Lo show dei record, esperienza che ripeterà nel 2023 con la nona, nel 2024 con la decima e nel 2025 con l'undicesima.

## Opere
- Umberto Pelizzari Stefano Tovaglieri, Corso di apnea, Milano, Mursia, 2002. ISBN 88-4252-927-3
- Umberto Pelizzari; Lisetta Landoni; Anna Seddone, Il respiro nell'apnea, Milano, Mursia, 2009. ISBN 9788842543510

## Programmi televisivi
- Sai xChé?

## Riconoscimenti
- 2006 –  Premio Capo d'Orlando